# IC 5148
IC 5148, surnommée la Nébuleuse de la roue de secours, est une nébuleuse planétaire située dans la constellation de la Grue. Elle a été découverte par l'astronome australien Walter Frederick Gale en 1894. Elle fut également découverte indépendamment par l'astronome américain Lewis Swift le 23 juillet 1897 et par la suite listée comme IC 5150 au sein de l'Index Catalogue.
IC 5148 se situe à environ 3000 années-lumière de nous et sa vitesse d'expansion est estimée à plus de 50 km/s, ce qui fait d'elle l’une des nébuleuses planétaires à l’expansion la plus rapide connue.